# 崔陞
崔陞（朝鮮語: 최승）は、朝鮮氏族の忠州崔氏の始祖である。
中国唐の出身であり、846年に新羅が凶作となり、盗賊が蔓延したため、唐武宗の命令を受け、兵馬使として新羅に渡来した。889年に、唐昭宗の命令を受けて上将軍に任命され、京奴などの反乱を平定した功績から、銀青光禄大夫に任命された。